# Гобелс (Мічиган)
Гобелс (англ. Gobles) — місто (англ. city) в США, в окрузі Ван-Б'юрен штату Мічиган. Населення — 851 особа (2020).

## Географія
Гобелс розташований за координатами 42°21′42″ пн. ш. 85°52′39″ зх. д. / 42.36167° пн. ш. 85.87750° зх. д. (42.361652, -85.877392).  За даними Бюро перепису населення США в 2010 році місто мало площу 2,68 км², уся площа — суходіл.

## Демографія
Згідно з переписом 2010 року, у місті мешкало 829 осіб у 320 домогосподарствах у складі 210 родин. Густота населення становила 310 осіб/км².  Було 347 помешкань (130/км²).
Расовий склад населення:
| - 93,1 % — білих - 0,6 % — чорних або афроамериканців - 0,2 % — корінних американців - 1,7 % — осіб інших рас |

До двох чи більше рас належало 4,3 %. Частка іспаномовних становила 4,9 % від усіх жителів.
За віковим діапазоном населення розподілялося таким чином: 27,6 % — особи молодші 18 років, 59,7 % — особи у віці 18—64 років, 12,7 % — особи у віці 65 років та старші. Медіана віку мешканця становила 37,7 року. На 100 осіб жіночої статі у місті припадало 91,0 чоловіків;  на 100 жінок у віці від 18 років та старших — 82,4 чоловіків також старших 18 років.
Середній дохід на одне домашнє господарство  становив 45 924 долари США (медіана — 39 688), а середній дохід на одну сім'ю — 51 971 долар (медіана — 43 333). Медіана доходів становила 37 411 долар для чоловіків та 40 938 доларів для жінок. За межею бідності перебувало 24,9 % осіб, у тому числі 43,1 % дітей у віці до 18 років та 8,0 % осіб у віці 65 років та старших.
Цивільне працевлаштоване населення становило 302 особи. Основні галузі зайнятості: роздрібна торгівля — 24,5 %, виробництво — 22,5 %, освіта, охорона здоров'я та соціальна допомога — 20,9 %.